# Ischnorhina ephippium
Ischnorhina ephippium är en insektsart som först beskrevs av Fabricius 1803.  Ischnorhina ephippium ingår i släktet Ischnorhina och familjen spottstritar. Inga underarter finns listade i Catalogue of Life.